# Trichoscarta incanescens
Trichoscarta incanescens är en insektsart som först beskrevs av Butler 1874.  Trichoscarta incanescens ingår i släktet Trichoscarta och familjen spottstritar. Inga underarter finns listade i Catalogue of Life.